# 森本站
森本站（日语：／ Morimoto eki */?）是隸屬於IR石川鐵道的鐵路車站，座落於石川縣金澤市，除了本線列車外，直通七尾線的JR西日本普通列車也會停靠本站。

## 所屬路線
IR石川鐵道
- ■IR石川鐵道線

## 車站構造

### 站房
現時使用中的為第2代站舍，售票大堂改設於橋上，是橋上站，與鄰站東金澤站的情況相同，均是因原來站舍用地被徵作興建北陸新幹線的高架橋而需要拆卸重置。對比東金澤站須把整個車站遷移，森本站獲得保留原置，而改建後的東口（即原來地面站舍位置），剛好建於新幹線高架橋下，高架橋的基座又與東口建築物合而為一，而側式月台及上行路軌均完全貼近新幹線高架橋的基座。改建後，加建了西口，而東、西口之間的架空天橋部份，部份除用作車站設施外，其餘均作為東西自由連絡通道。
站房地下設有男、女獨立洗手間、JR巴士候車室暨乘務員休息室及升降機口，而巴士候車室和乘務員休息室，本來是打算招募商戶進駐的，可惜因一直未得問津，最終改為巴士候車室及乘務員休息室。

### 月台配置
設有側式月台及島式月台各1個，共提供2面3線的配置。側式月台原與第1代站舍相鄰，站舍高架化後，與舊站舍相連部份改為以磚牆圍封。各月台的有效長度為6輛，其中側式月台比島式月台稍長，而島式月台靠向津幡方向的邊沿有少部份月台部份被撤起，但基座仍然保留。
改建後，因應自由通道加裝了升降機，因此在島式月台上也增設了一座升降機。至於側式月台，由於貼近站房，因此沒有設置升降機，不過設有特殊出口，需要使用者可以透過搖控按鈕通知站務室內的職員（於辦公時間內）聯絡協助。
| 月台 | 路線          | 方向 | 目的地         | 備註         |
| ---- | ------------- | ---- | -------------- | ------------ |
| 1    | ■IR石川鐵道線 | 上行 | 金澤方向       | 通常在此月台 |
| 2    | ■IR石川鐵道線 | 上行 | 金澤方向       | 一部分的列車 |
| 2    | ■IR石川鐵道線 | 下行 | 高岡、富山方向 | 一部分的列車 |
| 2    | ■JR七尾線直通 | -    | 羽咋、七尾方向 | 一部分的列車 |
| 3    | ■IR石川鐵道線 | 下行 | 高岡、富山方向 | 通常在此月台 |
| 3    | ■JR七尾線直通 | -    | 羽咋、七尾方向 | 通常在此月台 |

## 歷史
- 1911年11月1日：日本國有鐵道北陸本線金澤～津幡開通，本站作為中途站，開業。
- 1977年5月1日：貨物列車提取服務取消。
- 1987年4月1日：手提行李提取服務取消。
- 1987年4月1日：國鐵分割民營化，車站由西日本旅客鐵道（JR西日本）繼承。
- 1992年11月：站內開設綠窗口[3]。
- 2002年12月8日：改為橋上站[4]。
- 2015年3月14日：隨北陸新幹線開通至金澤，車站改由IR石川鐵道營運。

## 利用狀況
| 乗車人員推算 | 乗車人員推算 |
| 年度         | 1日平均人數  |
| ------------ | ------------ |
| 2004年       | 1,582        |
| 2005年       | 1,599        |
| 2006年       | 1,594        |
| 2007年       | 1,595        |
| 2008年       | 1,618        |
| 2009年       | 1,521        |
| 2010年       | 1,566        |
| 2011年       | 1,563        |
| 2012年       | 1,576        |
| 2013年       | 1,643        |

## 相鄰車站
IR石川鐵道
■IR石川鐵道線（直通■愛之風富山鐵道線、■JR七尾線）
東金澤（金澤貨運站）－森本－津幡
※金澤貨物總站為日本貨物鐵道（JR貨物）的貨物站。

## 外部連結
- IR石川鐵道森本站公式網頁。 （页面存档备份，存于）（日語）